# Hydrodrome IV

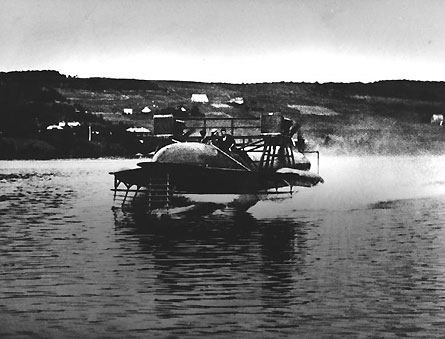
Hydrodrome IV bei Baddeck, Nova Scotia, 1919

Hydrodrome IV (teilweise auch Hydrodome geschrieben), kurz HD-4, war ein zu Forschungszwecken begonnenes Bootsprojekt, das der Wissenschaftler, Erfinder und Unternehmer Alexander Graham Bell betrieb. Ab 1908 beschäftigte sich Bell mit der Technologie der sogenannten „Hydrofoils“ (Tragflügelboote) und stellte 1919 nach mehreren Versuchsbooten sein erstes einsatzfähiges Modell Bell HD-4 vor. Das Boot wurde im Beinn Bhreagh-Labor von Bell in der Nähe von Baddeck, Nova Scotia, entworfen und gebaut. 1919 stellte es auf dem Bras d’Or Lake mit 70,86 Meilen pro Stunde (114,04 km/h) einen absoluten Geschwindigkeitsweltrekord auf dem Wasser auf.

## Ausgangssituation
In den 1900er Jahren erregte die Tragflügelboot-Thematik großes Interesse: Kurz nach 1900 beschäftigte sich der italienische Luftschiffkonstrukteur Enrico Forlanini (1848–1930) mit der Entwicklung von Flugbooten. Daraus entstand 1906 das erste einsatzfähige Tragflügelboot, als dessen Erfinder er allgemein gilt. Im gleichen Jahr erregte der wissenschaftliche Artikel des amerikanischen Tragflügelpioniers William E. Meacham, in dem er das Grundprinzip von Tragflügelbooten und Wasserflugzeugen erläuterte, das Interesse von Casey Baldwin, Bells Chefingenieur und Geschäftspartner. Baldwin, der eine Leidenschaft für Boote hatte, beeinflusste möglicherweise diese grundlegende Veränderung von Bells experimentellen Interessen (weg von der Audiologie und Elektrotechnik/Telefon, hin zur Mechanik und Aerodynamik), als Bell im Oktober 1906 fragte: „Warum sollten wir nicht schwerer als Wassermaschinen und leichter als Wasser sein? Ich betrachte die Erfindung des Wasserflugzeugs als die bedeutendste der letzten Jahre.“ Einige Wochen später skizzierte er sein erstes Tragflügelboot.
Bells Zitat „schwerer als Wassermaschinen“ bezog sich auf die Überlegung, dass ein solches Boot, während es in Bewegung ist, nicht durch seinen statischen Auftrieb (wie z. B. ein Schlauchboot) getragen wird, sondern durch den dynamischen Auftrieb seiner Tragflügelplatten oder Schaufeln, die so wie Flugzeugflügel in der Luft hier im Wasser wirken.
Zusammen mit Baldwin begann Bell im Sommer 1908 mit ersten Experimentalmodellen. Die ersten Versuche waren noch als mögliche Hilfe für den Start von Flugzeugen aus dem Wasser entworfen. Während Bells Welttournee von 1910 bis 1911 trafen sich Bell und Baldwin mit Forlanini in Italien, wo sie in seinem Tragflügelboot über den Lago Maggiore fuhren. Baldwin beschrieb es als „so glatt wie das Fliegen“.

## Das Boot

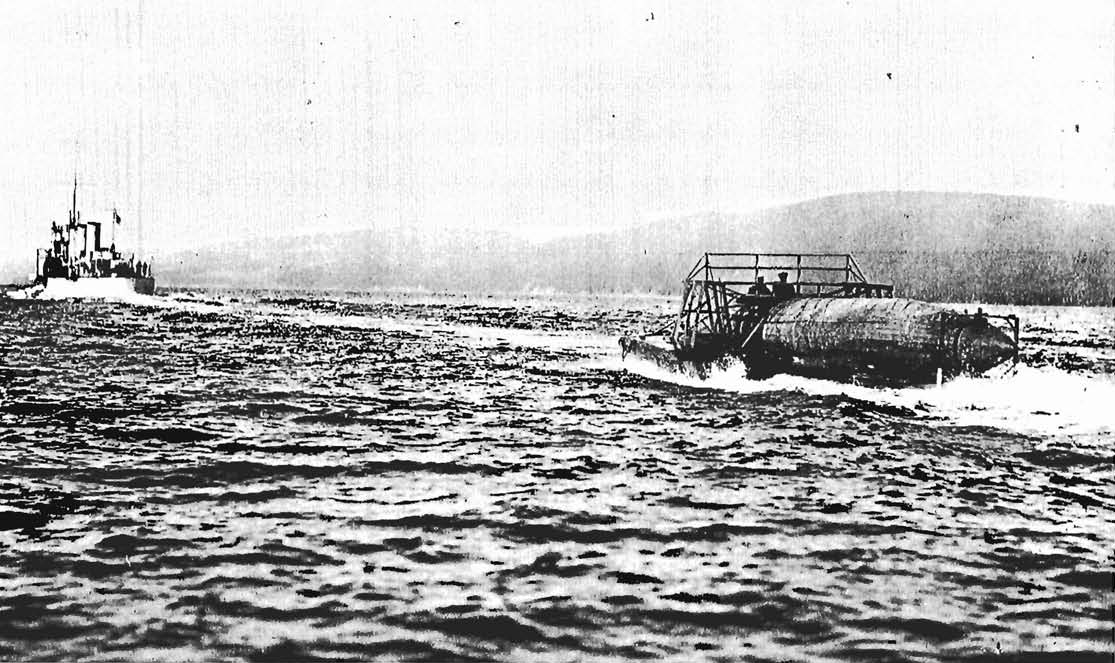
Der Zerstörer HMCS Patriot schleppt den Tragflügel-Prototyp HD-4

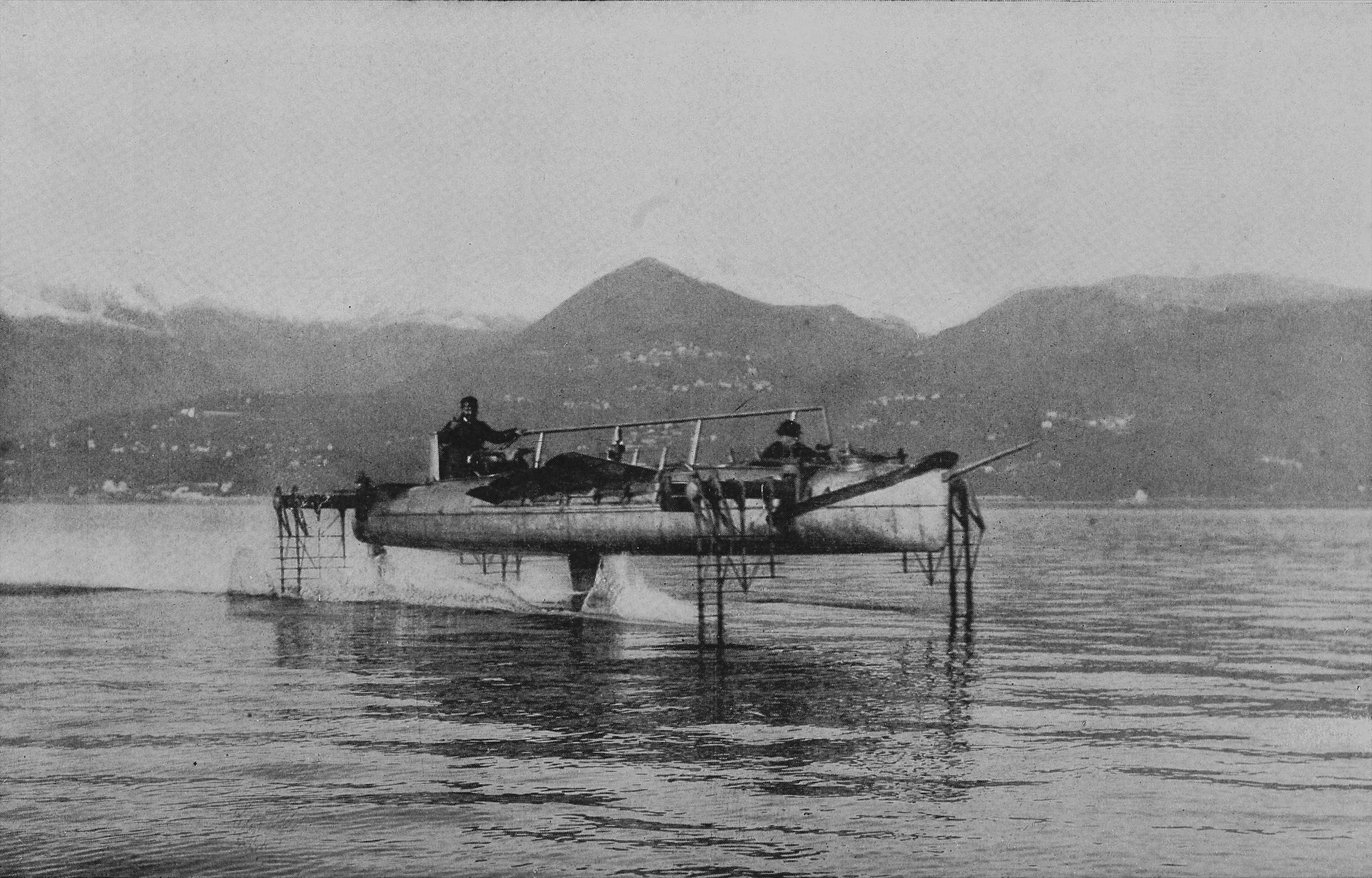
Zum Vergleich: Das Hydrofoil von Forlanini, 1911

A. G. Bell und Casey Baldwin machten sich nach ihrer Rückkehr sofort an die Arbeit, die gewonnenen Erkenntnisse (in HD-1 bis 3) umzusetzen. Ab 1913 wurden sie dabei von dem Yachtdesigner und Bootsbauer Walter Pinaud aus Sidney unterstützt. Bells letzter Entwurf HD-4 war erheblich größer und leistungsstärker als Forlaninis Tragflügelboot, das einen 60 PS (45 kW) starken Motor hatte, der zwei gegenläufige Luftpropeller antrieb, und eine Höchstgeschwindigkeit von 68 km/h erreichte. Anfangs setzte Bell zwei Renault-Motoren (Leistung je 250 PS) ein, mit denen er aber nur eine Höchstgeschwindigkeit von 54 Meilen pro Stunde (86,9 km/h) erreichen konnte. Trotzdem zeigte HD-4 gute Ergebnisse: das Boot stieg leicht aus dem Wasser, beschleunigte schnell, nahm Wellen ohne Schwierigkeiten, lenkte gut und zeigte eine gute Stabilität. Die Resultate schickte Bell in einem Bericht an die Marine. Dort beschloss man, Bell – auch bedingt durch das Ende des Ersten Weltkriegs – zwei (nun verfügbare) Liberty-V12-Triebwerke mit einer Leistung von je 350 PS (260 kW) zu überlassen.
HD-4 enthielt alles, was aus den Erfolgen und Pannen seiner Vorgänger zu lernen war. Das Boot wurde als „… ein schlanker grauer Riese mit einem zigarrenförmigen Rumpf, der sechzig Fuß (18 m) lang war und auf zwei Sätzen von Tragflügeln am Bug und einem am Heck ruhig über die Wasseroberfläche ritt …“ beschrieben. Auf jeder Seite befand sich ein kleiner Rumpf, der an einem soliden, stromlinienförmigen Ausleger befestigt war, um das Gleichgewicht zu gewährleisten. Jeder Ausleger trug auch einen Motor mit Luftpropeller. Später wurde ein „Sprühschild“ auf jeder Seite angebracht, das sich von den seitlichen Auslegerrümpfen zur Nase hin verjüngt, was dem Fahrzeug „ein geflügeltes Aussehen“ gab und zu einem zusätzlichen aerodynamischen Auftrieb beitrug.

## Der Rekord
Am 9. September 1919 stellte Bells Geschäftspartner und Freund, der Kanadier Frederick Walker Baldwin mit HD-4 auf den Bras d’Or Lake in Baddeck, Nova Scotia, einen absoluten Geschwindigkeitsweltrekord auf dem Wasser von 70,86 Meilen pro Stunde (114,04 km/h auf. Dieser absolute Rekord wurde zwar ein Jahr später (15. September 1920) von dem US-Amerikaner Gar Wood mit Miss America relativ knapp (74,870 mph/120,492 km/h) überboten, hatte aber als Klassenrekord bei den Tragflügelbooten zehn Jahre lang Bestand.

## Sonstiges
- Die US-Navy konnte oder wollte anfangs die versprochenen Liberty-Motoren nicht liefern, und selbst die beiden von ihr geschickten Renault-Motoren kamen erst im Juli 1918 an. Bis dahin hatte jemand vorgeschlagen, das Kürzel „HD“ (Hydrodrome) als „Hope Deferred“ (Hoffnung aufgeschoben) zu deuten. Die ersten Versuche begannen also erst im Oktober 1918.[3]

- Joe Carstairs, eine englische Motorboot-Rennfahrerin, war fasziniert von den Tragflügelboot-Konstruktionen, die Bell und Baldwin in Nova Scotia bauten. Sie bestellte auf der Bell Boatyard in Baddeck ein 30 Fuß (9,15 Meter) langes Boot, das 115 Meilen pro Stunde (185 km/h) erreichen sollte und mit dem sie hoffte den Harmsworth Cup zu gewinnen. Verschiedene Umstände führten jedoch dazu, dass sie ihre Nennung für das Rennen zurückzog und das Boot mit einem schwächeren Motor ausgestattet wurde, der 57 Meilen pro Stunde (120,7 km/h) ermöglichte.[4]

## HD-4 im Museum

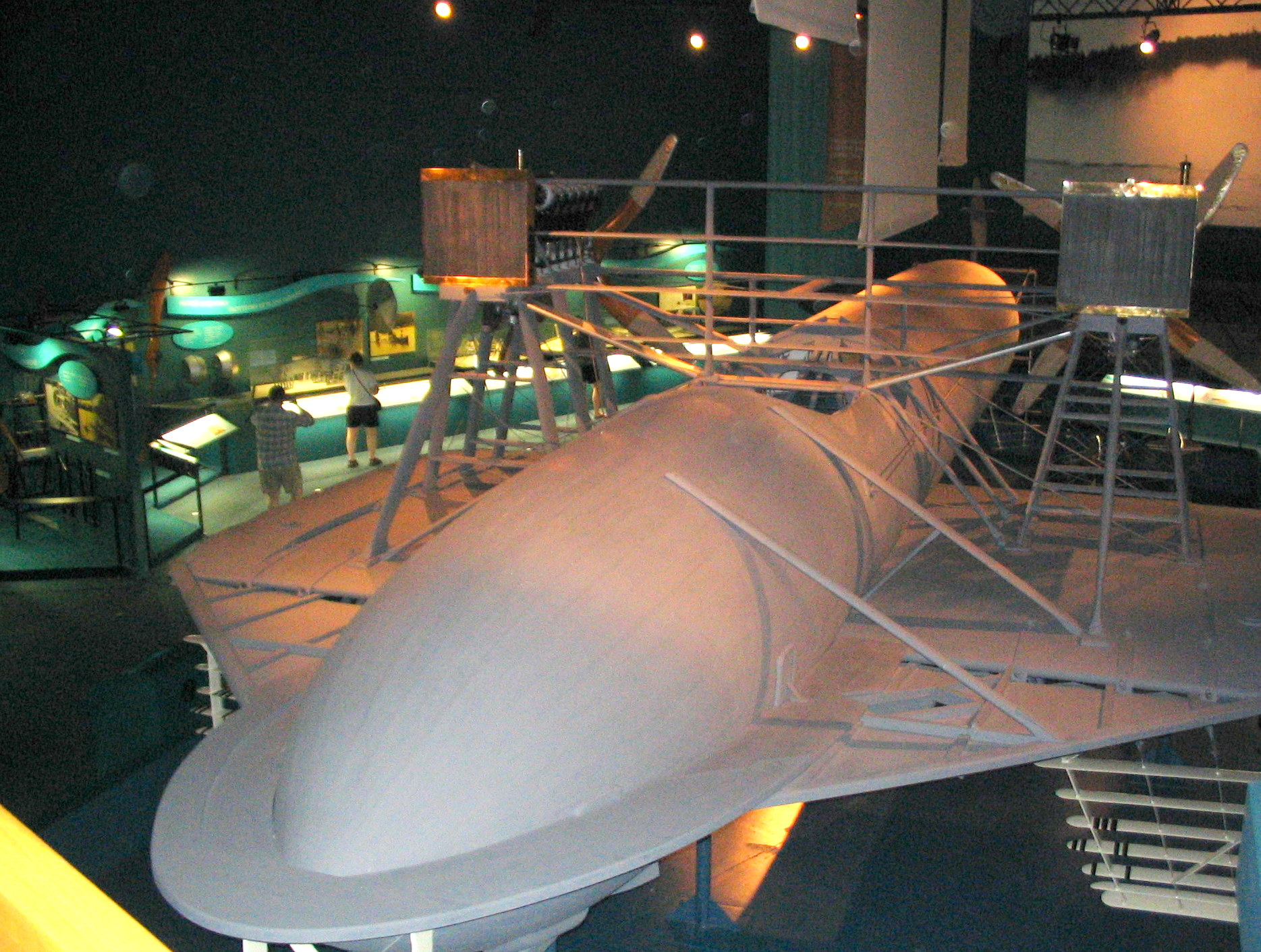
Hydrodrome IV im Museum. Deutlich erkennbar der „Sprühschild“, der sich als aerodynamisch günstig erwies

Eine maßstabsgetreue Nachbildung von Bell’s HD-4 ist im Alexander Graham Bell Museum in Baddeck, Nova Scotia, Kanada, zu sehen.